# Тунугуй
Тунугуй (IV ст.) — 3-й вождь жужанів.

## Життєпис
Син Челухуея. Відомостей про нього обмаль. Спадкував владу після смерті батька. Продовжив політику попередника щодо визнання зверхності держави Дай. Також невдовзі визнав владу імператорів держави Рання Янь.
Йому спадкував син Баті.